# Флавий Сабин Антиох Дамоник
Флавий Сабин Антиох Дамоник (лат. Flavius Sabinus Antiochus Damonicus) — восточноримский государственный деятель второй половины V века.
Дамоник происходил из столицы провинции Сирия Антиохии-на-Оронте. В 449/450 или 464/465 году он занимал должность комита консистория и начальника, возглавлявшего пограничные войска в Фиваиде. В 468 году Дамоник, по всей видимости, находился на посту военного магистра и был главнокомандующим всеми сухопутными войсками, принявших участие в экспедиции Василиска против Вандальского королевства. Он погиб во время финального сражения, прыгнув в море в полном снаряжении, но не сдавшись.